# Contortivena
Contortivena là một chi bướm đêm thuộc họ Erebidae.